# Mabel de Bury St. Edmunds
Mabel de Bury St. Edmunds (siglo XIII) fue una bordadora inglesa muy habilidosa, era de Bury St. Edmunds y aparece con frecuencia en los registros reales de Enrique III como una de sus artesanas favorita. Entre 1239 y 1245 aparece veinticuatro veces en la documentación de la casa de este rey.
Según Rozsika Parker, Mabel fue la última mujer bordadora reconocida de la Inglaterra medieval: después de ella la documentación medieval relativa al bordado menciona sobre todo nombres de comerciantes masculinos (independientemente de quiénes fueran los artesanos reales).

## Casulla
Mabel es mencionada por primera vez con relación al encargo de una casulla para el rey, en noviembre de 1239. Cabe suponer que el rey conocía su trabajo antes de este momento y que ya era una maestra de su oficio, y que se trataba de un encargo importante y no se habría asignado a la ligera. No está claro en qué condiciones Mabel trabajaba, pero la evidencia apunta a que fue una «productora independiente». No era una sirvienta real ni estaba adscrita al taller de otra persona.
Mabel tardó unos dos años en terminar la casulla. Cuando estaba terminando su trabajo en 1241, se encargaron perlas y oro para decorar la pieza. Una vez finalizada, el rey ordenó que se tasara, por parte de personas con conocimientos, para calcular la tarifa adecuada por el trabajo de Mabel. El rey insistió mucho en que a Mabel se le pagara justamente con una suma generosa. Teniendo en cuenta que ella era una artesana y él un rey, es llamativo el interés de Enrique por este asunto y el respeto con el que trató a Mabel. El rey incluso ordenó que se le entregaran los restos de todos los materiales preciosos utilizados que habían sobrado de la elaboración de la casulla.

## Estandarte de la Abadía de Westminster
En 1243, Enrique III ordenó a Mabel que creara un estandarte bordado para colgarlo junto a un altar en la Abadía de Westminster. Este fue su segundo gran trabajo para él. Enrique III describió la iconografía que quería ver, las imágenes de Juan el Apóstol y la Virgen María bordadas en oro, aunque expresó un inmenso respeto por el «arte y el juicio» de Mabel al permitirle desarrollar el diseño y la composición de forma libre.

## Últimos años
Circulan algunas teorías sobre lo que le sucedió a Mabel después de que completara el estandarte, ya que desapareció de todos los registros durante once años. Es posible que «cayera en el anonimato» trabajando para alguien durante este período, pero teniendo en cuenta el prestigio que alcanzó, no parece probable que esto sucediera. Lo más probable es que terminara su período de trabajo al servicio del rey y se mudara de Londres a su ciudad natal. En 1256, Enrique III estuvo en Bury St. Edmunds y ordenó que se le dieran a Mabel «seis medidas de tela agradable a ella y la piel de un conejo por túnica» por los servicios prestados en la creación de «ornamentos eclesiásticos». Este regalo fue un honor inusual para Mabel, porque normalmente se otorgaba a abades y caballeros.